# Jaguar Mark 2
Jaguar Mark II byl sportovní sedan vyráběný značkou Jaguar mezi lety 1959 a 1967. Jeho předchůdcem byl model Mark I (také označovaný jako Jaguar 2,4 a 3,4). Původní Mark II byl v roce 1967 nahrazen podobným, ovšem částečně levnějším modelem Jaguar 240/ 340, který zůstal ve výrobě do roku 1969.
Jaguar MkII patří mezi nejdůležitější modely značky Jaguar, jelikož se jednalo o první skutečný
sportovní sedan, který kdy značka vytvořila. Poprvé byl představen v roce 1959 (také rok,
kdy byla otevřena první dálnice v Británii) a vyráběl se dalších osm let do roku 1967, kdy už pokračovala pouze výroba levnějších verzí 240 a 340. Skutečným nástupcem modelu Mark II se stal model XJ6. Za tuto dobu se vyrobilo přibližně 84 000 exemplářů.
Mark II se designem velmi podobal jeho předchůdci, modelu Mark I, vyráběným od roku 1955 do roku 1959. Oproti němu však Mark II představoval značné zlepšení. Nabízel lepší interiér, odlišnou masku
chladiče, větší prosklené plochy a kotoučové brzdy jako standard. Měl také širší rozchod kol a hlavně větší nabídku motorů. Prodával se s motory o objemu 2,4 litru, 3,4 litru a později i s obsahem 3,8 litru. Tento řadový šestiválec byl známý z řady XK. S tímto motorem mohl vůz dosáhnout senzační rychlosti 200 km/h. O něco slabší 3,4 litrová jednotka dosahovala rychlosti přes 190 km/h. Ovšem nejslabší nabízená verze stěží dosahovala rychlosti přes 160 km/h. Toto provedení bylo také o zhruba 15% levnější, takže dosáhlo stejné oblíbenosti jako silnější verze. V roce 1965 byla poprvé nabízená plně synchronizovaná převodovka. Od roku 1967 byl k dostání posilovač řízení, který ulehčoval řízení jinak dost těžkého vozu.

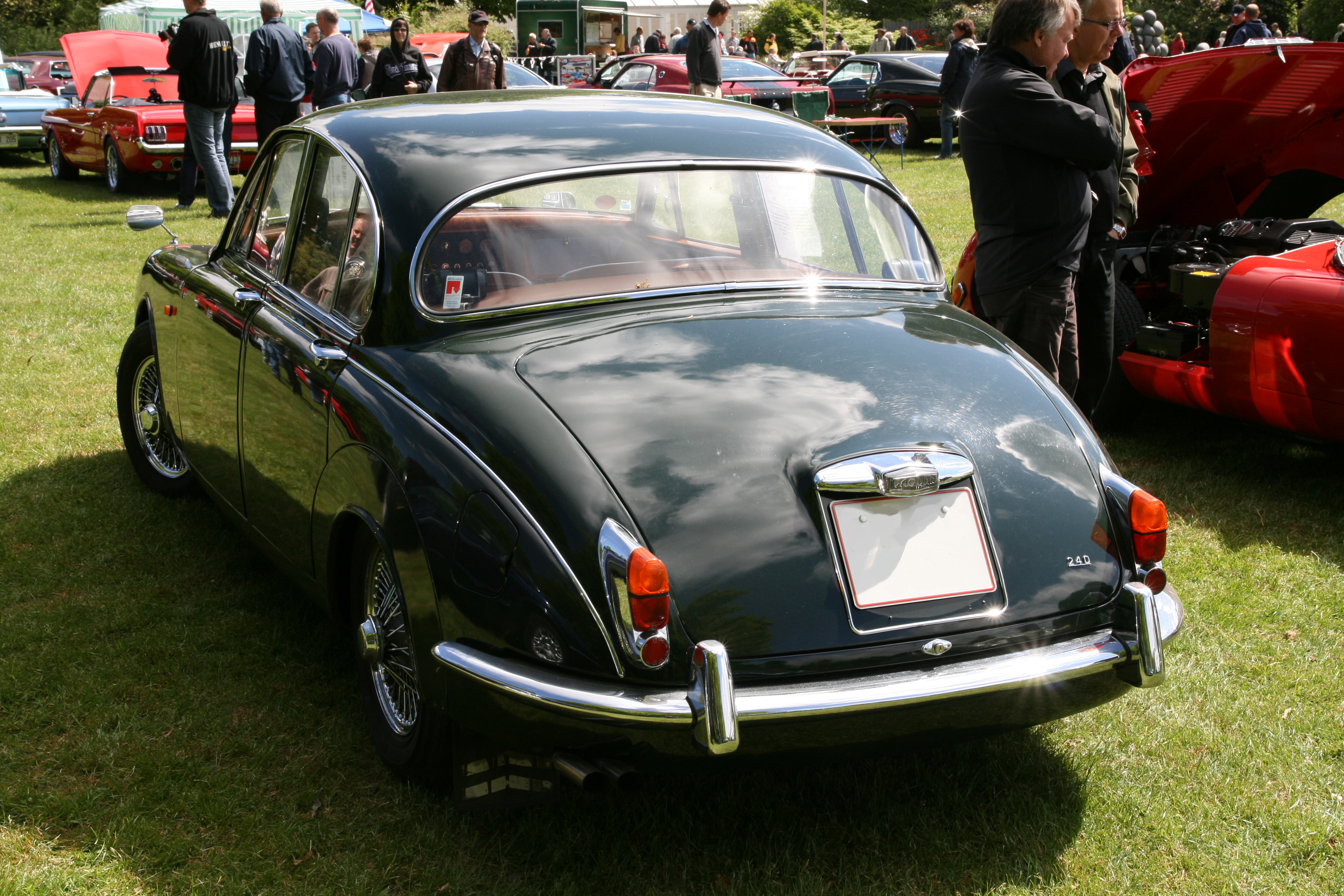
Jaguar 240 z roku 1968

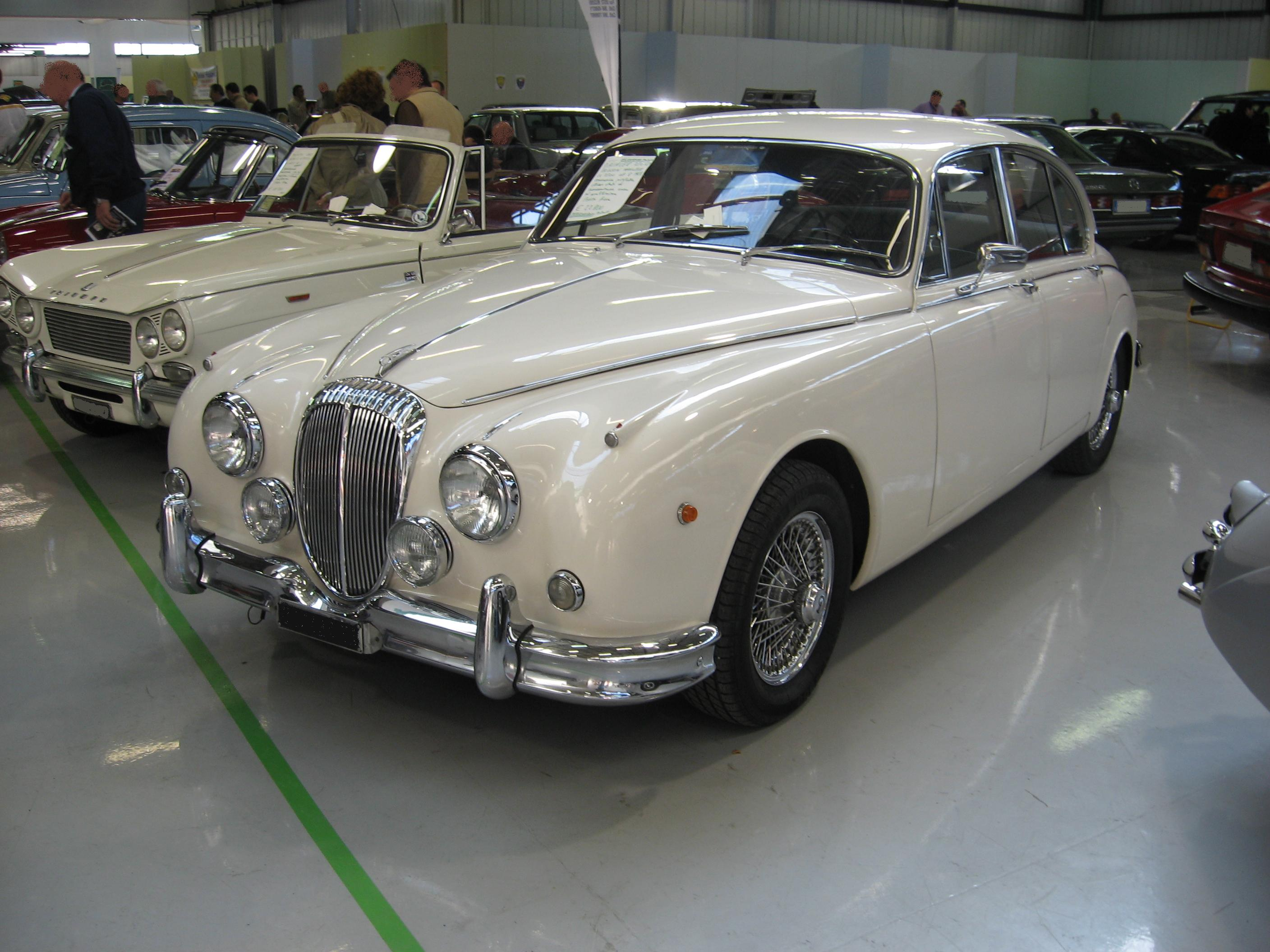
Blízce příbuzný Daimler 2½ Litre V8 Saloon

V návrhu vozu je vidět rukopis zakladatele značky Jaguar Williama Lyonse.
Mark II ovšem nebyl pouze luxusní limuzína, ale také univerzální a rychlý vůz. Díky tomu si ho oblíbil policejní sbor, ale i členové londýnského podsvětí. Interiér vozu byl velice propracovaný a
samozřejmě luxusní, neboť i zde zasahoval do návrhů Williem Lyons. Nechyběly kožené potahy sedadel,
čalounění dveří nebo přístrojová deska vykládaná dřevem. Řidič měl k dispozici spínače, které svým tvarem a uspořádáním připomínaly kokpit bombardéru. Navíc se podařilo Jaguaru stlačit prodejní cenu tak nízko, že Mark II stěží nacházel ve svém segmentu konkurenci. Vůz si zároveň získal respekt i na
závodní dráze, kde se účastnil závodu cestovních automobilů. Závodili v něm i slavní piloti jako Graham Hill, Stirling Moss nebo zakladatel značky Lotus Colin Chapman. Poslední jmenovaný vybojoval vítězství na okruhu Silverstone v roce 1960. Model Mark II si držel nadvládu mezi silnými sedany na britských okruzích další čtyři roky. Vůz si také několikrát zahrál ve filmu. Bílé provedení vozu figurovalo ve filmu Performance nebo ve filmu Get Carter v rudém
provedení, kde s ním jezdil Michael Caine.
Jaguar Mark II také podnítil výrobu řady dalších modelů, jako např. model S-type nebo
model 420. Mark II také vyráběla značka Daimler Motor Company, která byla koupena značkou Jaguar v roce 1960. Vůz se jmenoval Daimler 2,5 V8. Vzhled byl téměř shodný s výchozím modelem, pouze byly mírně zeštíhleny nárazníky a maska chladiče dostala drážkování typické pro všechny Daimlery. Hlavní změnou byl osmiválcový 2,5 litrový motor, který pocházel ze sportovního modelu Daimler Dart. V základu automatická převodovka, zvýšený stupeň luxusu a prestiž značky měly snáze nalákat hlavně movitější klientelu, než by se podařilo klasickému Mark II. Model 2,5 V8, v roce 1968 přejmenovaný na V8 250 se stal nejprodávanější Daimler po druhé světové válce, když se do roku 1969 prodalo přes 17 000 exemplářů.

## Jaguar 240/340
Jaguary 240 i 340 se začaly prodávat v roce 1967 jako nástupci modelu Mark II. Od svého předchůdce se lišily hlavně nižší pořizovací cenou. Představoval vlastně levnější a poněkud méně okázalý model
Mark II. Dalšími rozdíly byly jiné kryty hlav kol, plastové potahy Ambla místo kožených a také odstranění mlhovek z přední masky, které byly nahrazeny pochromovanými mřížkami. Model 240/ 340 měl také skromněji pochromovaný přední nárazník. Tentokrát se nenabízel i s 3,8 litrovou jednotkou, ale pouze s 2,4 nebo 3,4 litrovým motorem. Za pouhé 2 roky výroby sjelo z výrobní linky přes 7000 exemplářů. Výroba byla ukončena v roce 1969.